# Шведска на Светском првенству у атлетици на отвореном 2015.
Шведска је на Светском првенству у атлетици на отвореном 2015. одржаном у Пекингу од 22. до 30. августа, учествовала петнаести пут, односно учествовала је на свим првенствима до данас. Репрезентацију Шведске представљало 24 такмичара (9 мушкараца и 15 жена) који су се такмичили у 14 дисциплина (7 мушких и 7 женских).,
На овом првенству Шведска није освојила ниједну медаљу. Оборена су један национални рекорд, два лична и шест најбољих личних рекорда у сезони.
У табели успешности према броју и пласману такмичара који су учествовали у финалним такмичењима (првих 8 такмичара) Шведска је са 4 учесника у финалу делила 21. место са 14 бодова.
| Плас. | Земља   | 1. место | 2. место | 3. место | 4. место | 5. место | 6. место | 7. место | 8. место | Бр. финал. | Бод. |
| ----- | ------- | -------- | -------- | -------- | -------- | -------- | -------- | -------- | -------- | ---------- | ---- |
| =21.  | Шведска | 0        | 0        | 0        | 1        | 1        | 1        | 1        | 0        | 4          | 14   |

## Учесници
| Мушкарци: - Андреас Алмгрен — 800 м - Давид Нилсон — Маратон - Ато Ибањез — Ходање 20 км, Ходање 50 км - Персевс Карлстром — Ходање 20 км - Андерс Хансон — Ходање 50 км - Михел Торнеус — Скок удаљ - Данијел Стол — Бацање диска - Аксел Херстет — Бацање диска - Ким Амб — Бацање копља | Жене: - Абеба Арегави — 1.500 м - Анели Јохансон — Маратон - Шарлот Карлсон — Маратон - Луиз Викер — Маратон - Елисе Малмберг — 400 м препоне - Клара Бодинсон — 3.000 м препреке - Шарлота Фовгберг — 3.000 м препреке - Sofie Skoog — Скок увис - Ерика Кинси — Скок увис - Ангелика Бенгтсон — Скок мотком - Михаела Меијер — Скок мотком - Малин Дахлстром — Скок мотком - Ерика Јардер — Скок удаљ - Khaddi Sagnia — Скок удаљ - Трејси Андерсон — Бацање кладива |  |

## Резултати

### Мушкарци
| Атлетичар         | Дисциплина   | Лични рекорд       | Квалификације       | Квалификације       | Полуфинале           | Полуфинале           | Финале                                    | Финале               | Детаљи |
| Атлетичар         | Дисциплина   | Лични рекорд       | Резултат            | Место               | Резултат             | Место                | Резултат                                  | Место                | Детаљи |
| ----------------- | ------------ | ------------------ | ------------------- | ------------------- | -------------------- | -------------------- | ----------------------------------------- | -------------------- | ------ |
| Андреас Алмгрен   | 800 м        | 1:45,59            | 1:48,06             | 6. у гр. 5          | Није се квалификовао | Није се квалификовао | Није се квалификовао                      | 28 / 44 (45)         |        |
| Давид Нилсон      | Маратон      | 2:17:19            |                     |                     |                      |                      | 2:31:24                                   | 36 / 42 (68)         |        |
| Персевс Карлстром | 20 км ходање | 1:21:54            | Није завршио трку   | Није завршио трку   |                      |                      |                                           |                      |        |
| Ато Ибањез        | 20 км ходање | 1:22:36            | 1:26:34             | 40 / 52 (64)        |                      |                      |                                           |                      |        |
| Ато Ибањез        | 50 км ходање | 3:48:42            | Нису завршили трку  | Нису завршили трку  |                      |                      |                                           |                      |        |
| Андерс Хансон     | 50 км ходање | 4:03:20            | Нису завршили трку  | Нису завршили трку  |                      |                      |                                           |                      |        |
| Михел Торнеус     | Скок удаљ    | 8,22 (+2,0 м/с) НР | без исправног скока | без исправног скока |                      |                      | Није се квалификовао                      | Није се квалификовао |        |
| Данијел Стол      | Бацање диска | 66,89              | 62,66 кв            | 6. у гр. А          | 64,73                | 5 / 30 (31)          | Архивирано на веб-сајту (29. август 2015) |                      |        |
| Аксел Херстет     | Бацање диска | 64,72              | 60,52               | 9. у гр. Б          | Није се квалификовао | 23 / 30 (31)         |                                           |                      |        |
| Ким Амб           | Бацање копља | 84,61              | 81,63 кв            | 6. у гр. Б          | 78,51                | 11 / 33              |                                           |                      |        |

### Жене
| Атлетичарка       | Дисциплина       | Лични рекорд | Квалификације | Квалификације | Полуфинале            | Полуфинале          | Финале                | Финале       | Детаљи |
| Атлетичарка       | Дисциплина       | Лични рекорд | Резултат      | Место         | Резултат              | Место               | Резултат              | Место        | Детаљи |
| ----------------- | ---------------- | ------------ | ------------- | ------------- | --------------------- | ------------------- | --------------------- | ------------ | ------ |
| Абеба Арегави     | 1.500 м          | 3:56,54 НР   | 4:10,77 КВ    | 3. у гр. 2    | 4:15,90 КВ            | 3. у гр. 1          | 4:12,16               | 6 / 27 (29)  |        |
| Анели Јохансон    | Маратон          | 2:40:05      |               |               |                       |                     | 2:43:42               | 33 / 52 (67) |        |
| Шарлот Карлсон    | Маратон          | 2:42:29      | 2:47:40       | 44 / 52 (67)  |                       |                     |                       |              |        |
| Луиз Викер        | Маратон          | 2:40:43      | 2:49:57       | 48 / 52 (67)  |                       |                     |                       |              |        |
| Елисе Малмберг    | 400 м препоне    | 55,88        | 55,97 КВ      | 3. у гр. 1    | 56,58                 | 7. у гр. 3          | Нису се квалификовале | 23 / 36 (37) |        |
| Клара Бодинсон    | 3.000 м препреке | 9:40,21      | 9:50,13       | 10. у гр. 3   |                       |                     | Нису се квалификовале | 30 / 27 (29) |        |
| Шарлота Фовгберг  | 3.000 м препреке | 9:23,96 НР   | 9:50,79       | 14. у гр. 2   | 31 / 27 (29)          |                     | Нису се квалификовале |              |        |
| Sofie Skoog       | Скок увис        | 1,92         | 1,89          | 9. у гр Б     | 14 / 28 (32)          |                     | Нису се квалификовале |              |        |
| Ерика Кинси       | Скок увис        | 1,97         | 1,89          | 8. у гр. А    | 18 / 28 (32)          |                     | Нису се квалификовале |              |        |
| Ангелика Бенгтсон | Скок мотком      | 4,61 НР      | 4,55 кв       | 1. у гр. Б    | 4,70 НР               | 4 / 26 (29)         |                       |              |        |
| Михаела Меијер    | Скок мотком      | 4,55 д       | 4,55 кв, ЛР   | 4. у гр. А    | без исправног скока   | без исправног скока |                       |              |        |
| Малин Дахлстром   | Скок мотком      | 4,55         | 4,15          | 12. у гр. Б   | Није се квалификовала | 24 / 26 (29)        |                       |              |        |
| Ерика Јардер      | Скок удаљ        | 6,71д        | 6,70 кв, ЛРС  | 5. у гр. А    | 6,48                  | 12 / 31 (34)        |                       |              |        |
| Khaddi Sagnia     | Скок удаљ        | 6,78         | 6,71 кв       | 5. у гр А     | 6,78 ЛР               | 7 / 31 (34)         |                       |              |        |
| Трејси Андерсон   | Бацање кладива   | 70,82 НР     | 65,99         | 14. у гр. Б   | Није се квалификовала | 26 / 30 (31)        |                       |              |        |